# Franz Freiherr Kreß von Kressenstein
Franz Freiherr Kreß von Kressenstein, nemški general, * 23. julij 1881, † 14. januar 1957.